# Jednostki geomorfologiczne w Czechach
Jednostki geomorfologiczne w Czechach
W Czechach wyróżniono następujące jednostki geomorfologiczne:

- Benešovská pahorkatina 8
- Białe Karpaty 84
- Blatenská pahorkatina 11
- Brdská vrchovina 60
- Bobravská vrchovina 22
- Boskovická brázda 21
- Broumovská vrchovina 42
- Czeskie Średniogórze 31
- Českobudějovická pánev 12
- Las Czeski 1
- Góry Połabskie 26
- Dolnomoravský úval 93
- Dolnooharská tabule 66
- Doupovské hory 30
- Drahanská vrchovina 23
- Dyjsko-svratecký úval 73
- Džbán (geomorfologický celek) 56
- Przedgórze Izerskie 38
- Hanušovická vrchovina 48
- Obniżenie Górnomorawskie 75
- Hornosázavská pahorkatina 15
- Hornosvratecká vrchovina 17
- Hořovická pahorkatina 59
- Góry Hostyńsko-Wsetyńskie 87
- Wysoki Jesionik 52
- Chebská pánev 27
- Chrziby 81
- Jablunkovská brázda 90
- Jablunkovské mezihoří 92
- Jaworniki 85
- Javořická vrchovina 19
- Ještědsko-kozákovský hřbet 36
- Jevišovická pahorkatina 20
- Jičínská pahorkatina 65
- Jizerská tabule 67
- Góry Izerskie 39
- Kotlina Kłodzka 45
- Masyw Śnieżnika 49
- Karkonosze 40
- Podgórze Karkonoskie 41
- Krušné hory 25
- Křemešnická vrchovina 14
- Křivoklátská vrchovina 58
- Křižanovská vrchovina 18
- Pogórze Kyjowskie 82
- Pogórze Litenczyckie 80
- Lužické hory 35
- Wzgórza Mikulowskie 78
- Mohelnická brázda 47
- Moravská brána 76
- Beskid Morawsko-Śląski 89
- Mostecká pánev 29
- Nízký Jeseník 53
- Novohradské hory 6
- Novohradské podhůří 7
- Płaskowyż Głubczycki 72
- Orlická tabule 70
- Orlické hory 43
- Kotlina Ostrawska 77
- Plaská pahorkatina 62
- Pogórze Morawsko-Śląskie 86
- Podčeskoleská pahorkatina 2
- Pogórze Orlickie 44
- Pražská plošina 57
- Rakovnická pahorkatina 61
- Ralská pahorkatina 64
- Rožnovská brázda 88
- Góry Złote 50
- Slavkovský les 32
- Slezské Beskydy 91
- Smrčiny 24
- Sokolovská pánev 28
- Středolabská tabule 68
- Svitavská pahorkatina 71
- Pogórze Łużyckie 34
- Szumawa 4
- Šumavské podhůří 5
- Švihovská vrchovina 63
- Táborská pahorkatina 10
- Tepelská vrchovina 33
- Třeboňská pánev 13
- Vidnavská nížina 54
- Vlašimská pahorkatina 9
- Góry Wizowickie 83
- Všerubská vrchovina 3
- Východolabská tabule 69
- Vyškovská brána 74
- Wyżyna Zabrzeska 46
- Góry Opawskie 51
- Las Żdanicki 79
- Góry Żelazne 16
- Žitavská pánev 37
- Przedgórze Paczkowskie 55